# 黑塔VI 蘇珊娜之歌
《蘇姍娜之歌》（英語：Song of Susannah）是美國小說家史蒂芬金所寫的長篇奇幻小說黑塔系列中的第六集。台灣由皇冠出版社出版，中國簡體版則由人民文學出版社於2008年3月出版，英文原版早於2004年6月出版，當中相距近四年。曾於2005年提名軌跡獎「最佳奇幻小說」。

## 故事簡介
槍俠們打敗了卡拉的狼群後，蘇姍娜的另一個意志米亞搶奪了蘇姍娜的身體逃到了1999年的紐約，由於逃走時同時帶走了黑十三，使得門洞失去了魔力，由此槍俠只好求助古老的民族曼尼族，透過的磁石，時空之門重新恢復了魔力，但槍俠並不能隨心所欲選擇目的地，結果杰克、卡拉漢神父及仔仔去到了蘇姍娜的時空，羅蘭及埃蒂則去到了二十三歲史蒂芬金的年代，1977年。
米阿到了紐約後，由於人生路不熟，不知道如何應付，蘇姍娜便以協助米阿延下嬰孩為交換條件，換取嬰孩的秘密，結果發現嬰孩原來是羅蘭的，米阿原來是吸取杰克精力的神喻，又是強暴蘇姍娜的通靈魔。雖然蘇姍娜一直拖延時間，並且不斷透過精神向埃蒂發出訊號，但還是等不到槍俠的救援，被送到吸血鬼及低等人的地方。
由於米阿的告密，黑幫老大巴拉扎預早埋伏，槍俠一離開時空之門便遇到偷襲，幸好得到管理員卡倫的幫助，槍俠才可以逃出生天，後來他們找到了卡文·塔及亞倫·狄普諾兩人，原來深紐一直都不希望賣掉玫瑰下的土地，而且一直高調行事，惹得槍俠很不滿，最終在槍俠的威逼利誘及朋友的勸告下，卡文心有不甘地將給槍俠的泰特集團。兩人後來又去了找史蒂芬金，發覺自己的確是史蒂芬金的筆下人物，但在血王的擾亂下，史蒂芬金只寫了第一部的手稿就放棄了，羅蘭於是利用催眠促使他繼續寫下去。

## 獎項
2005年，本書與《黑塔VII 業之門》在軌跡獎最佳奇幻小說類別得到第4名。